# ISport International
Az iSport International egy 2004-ben alapított brit autóversenycsapat. Jelenleg a GP2-ben, és GP2 Asia Series-ben van jelen.

## Eredmények
- P.P. = Pilóták pozíciója.
- Cs.P. = Csapat pozíciója.

| GP2 eredmények | GP2 eredmények | GP2 eredmények      | GP2 eredmények | GP2 eredmények | GP2 eredmények | GP2 eredmények |
| Év             | Pilóták        | Pilóták             | Győzelmek      | Pontok         | P.P.           | Cs.p.          |
| -------------- | -------------- | ------------------- | -------------- | -------------- | -------------- | -------------- |
| 2012           | svéd           | Marcus Ericsson     | 0              | 52             | 8.             | 7.             |
| 2012           | UK             | Jolyon Palmer       | 1              | 27             | 13.            | 7.             |
| 2011           | UK             | Sam Bird            | 0              | 45             | 6.             | 4.             |
| 2011           | Svéd           | Marcus Ericsson     | 0              | 25             | 10.            | 4.             |
| 2010           | UK             | Oliver Turvey       | 0              | 47             | 6.             | 5.             |
| 2010           | Olaszország    | Davide Valsecchi    | 1              | 31             | 8.             | 5.             |
| 2009           | Hollandia      | Giedo van der Garde | 3              | 34             | 7.             | 5.             |
| 2009           | Brazil         | Diego Nunes         | 0              | 8              | 20.            | 5.             |
| 2008           | IND            | Karun Chandhok      | 1              | 31             | 10.            | 2.             |
| 2008           | BRA            | Bruno Senna         | 2              | 64             | 2.             | 2.             |
| 2007           | GER            | Timo Glock          | 5              | 92             | 1.             | 1.             |
| 2007           | UAE            | Andreas Zuber       | 1              | 30             | 9.             | 1.             |
| 2006           | VEN            | Ernesto Viso        | 2              | 42             | 6.             | 3.             |
| 2006           | FRA            | Tristan Gommendy    | 0              | 6              | 20.            | 3.             |
| 2006           | GER            | Timo Glock          | 2              | 58             | 4.             | 3.             |
| 2005           | USA            | Scott Speed         | 0              | 57.5           | 3.             | 4.             |
| 2005           | TUR            | Can Artam           | 0              | 2              | 22.            | 4.             |

## Külső hivatkozások
- Az iSport International hivatalos honlapja